# Архив президента Республики Казахстан

Здание Архива в Алма-Ате

Архив Президента Республики Казахстан (каз. Қазақстан Республикасы Президентінің Архиві) — один из архивов Казахстана, организация, хранящая официальные документы Президента, Администрации Президента и других государственных органов, ему подчиненных и подотчетных; организован по предложению первого президента Казахстана Н. А. Назарбаева в 1994 году. В архиве хранятся документы политической истории Казахстана, начиная с 1918 года.
По состоянию на февраль 2025 года, по поручению второго президента страны Касым-Жомарта Токаева ведётся передислокация Архива из Алма-Аты в столицу Астану. Новое здание будет функционировать не только как хранилище, но и как образовательный и научно-методический центр.

## Деятельность
Одной из главной функций архива является защита интересов государства, в связи с чем архив руководствуется законом РК «О государственных секретах». Около 19 тысяч дел сосредоточены в фонде ЦК Компартии Казахстана. В 1072 фондах архива насчитывается более 640 тысяч экземпляров управленческой документации, фотодокументов и видеопрограмм за 1921—2000 годы, а также 6 млн. 340 тыс. кадров страхового фонда на микроформах. В каталоге — 52 тыс. карточек, действует 8 автоматизированных информационно-поисковых баз данных. В архиве — 3,1 тыс. архивных описей, раскрывающих содержание хранящихся дел.
Сотрудниками архива отреставрировано около 700 тыс. листов, переплетено 69 тыс. дел, восстановлено более 8 тыс. листов слабоконтрастных текстов. Изготовлено 1 млн. 200 тыс. кадров микрофотокопий особо ценных документов.
Впервые в 2001 году издан справочник «Архив Президента Республики Казахстан. Путеводитель», дающий полное представление об архивных фондах, о составе и содержании наиболее значимых из них. В этом же году выпущена книга «Левон Мирзоян в Казахстане. Сборник документов и материалов (1933—1938 гг.)», посвященная деятельности Левона Мирзояна в Казахской ССР в 1933—1938 годах.
Готовится первый выпуск справочника по личным фондам. Документы архива привлекают внимание исследователей, изучающих новейшую историю Казахстана. В читальном зале архива работают ученые из США, Канады, Германии, Франции, России и других государств дальнего и ближнего зарубежья. Архив ежегодно выпускает календарь знаменательных дат. Ведётся работа над составлением многотомного сборника документов по истории партии «Алаш».
В августе 2004 года архив участвовал в XV Международном конгрессе архивов.

## Руководство
Директора
- С 2004 по 2014 годы — Владимир Николаевич Шепель.
- 2014—2018 Борис Джапаров[3].
- 2018—2022 Абдукадырова Джамиля[4][5].
- 2022 г. — по настоящее время Алия Мустафина[6].

Заместители директора: Шайлазымов Бахытхан, Абдукадырова Джамиля, Карибжанова Роза.

## Структура
На 2023 год:
- Служба обеспечения сохранности, учёта и оцифровки архивных документов
- Служба формирования архивного фонда
- Служба организации использования документов
- Служба цифровизации и развития электронных архивов
- Учебно-методический центр
- Центр прикладных и научных проектов
- Центр изучения материалов политических репрессий XX века
- Служба финансов, бухгалтерского учёта и государственных закупок
- Пресс-служба
- Служба организационно-кадровой и правовой работы
- Инженерно-эксплуатационная служба